# Звонов Максим В'ячеславович
Максим В'ячеславович Звонов (до 2020 — Пустозвонов; нар. 16 квітня 1987, Біла Церква, Україна) — український професіональний баскетболіст. Гравець Національної збірної України з баскетболу. Майстер спорту України міжнародного класу (з січня 2014).

## Клубна кар'єра
На професійному рівні починав виступати 2004 року у БК «Київ», де провів шість років.
З 2010 по 2011 рік грав за МБК «Азовмаш».
2011 року перейшов до складу команди БК «Донецьк», де провів два сезони.
2013 року на один рік повернувся до МБК «Азовмаш».
2014 року підписав контракт з київським БК «Будівельником», де провів один сезон. У складі киян став володарем кубка України та Найціннішим гравцем турніру, обігравши у фіналі  БК «Дніпро».
З 2015 по 2016 рік виступав у складі румунського клубу БК «Пітешть».
2016 року перейшов до складу БК «Університаті». 2017 року у складі команди з Клуж-Напоки став чемпіоном та володарем кубка Румунії.
20 жовтня 2017 року виставив свою кандидатуру на драфт Ліги розвитку НБА. Був обраний у першому раунді під 17-м номером клубом «Мемфіс Гасл». Практично відразу був обміняний до «Кантон Чардж», який є фарм-клубом віце-чемпіона НБА «Клівленд Кавальєрс». На початку березня 2018 року «Кантон Чардж» розірвав контракт з Максимом Звоновим.
В кінці вересня 2018 року стало відомо, що Максим Звонов підписав контракт з баскетбольним клубом «Динамо» (Одеса).
У серпні 2019 року Маским Звонов підписав контракт з баскетбольним клубом Київ-Баскет.
У середині січня 2021 року стало відомо, що Максим Пустозвонов продовжить свою кар'єру в баскетбольному клубі  «Будівельник» і виступатиме під прізвищем Звонов. 

## Виступи за збірну
У складі збірної України був учасником Чемпіонату світу з баскетболу 2014, Євробаскетів 2015 та 2017.

## Титули і досягнення

### Командні
«Будівельник»:
- Володар Кубка України 1: 2015
- Володар Кубка України 2: 2021

«Університатя»:
- Чемпіон Румунії 1: 2017
- Володар Кубка Румунії 1: 2017

### Індивідуальні
- Найцінніший гравець кубка України 1: 2015

## Сім'я
На початку лютого 2020 року на Матчі Зіроку Суперліги, Максим Звонов зробив пропозицію своїй дівчині Лані Кауфман.
6 листопада 2020 року в одній з клінік Маямі у пари народився син Лев.